# Vossa
Vossa ist ein Dorf im westafrikanischen Staat Benin. Es liegt im Département Collines (Benin) und gehört verwaltungstechnisch zum Arrondissement Gbanlin, welches wiederum der Gerichtsbarkeit der Kommune Ouèssè untersteht.

## Lage
Richtung Osten besteht ein fließender Übergang in das Dorf Tosso. Im weiteren Straßenverlauf kommen Gbanlin selbst sowie später Ouèssè.